# VIF Dimitrov Sofia
El VIF Dimitrov Sofia fue un club de balonmano búlgaro de la localidad Sofía.  

### Palmarés
Campeonatos nacionales
- Liga búlgara (10) :  1960-61, 1961-62, 1963-64, 1964-65, 1966-67, 1969-70, 1979-80, 1981-82, 1985-86, 1987-88.
- Copa búlgara (1) : 1958-59[1]